# Коркмаз, Фуркан
Фуркан Коркмаз (тур. Furkan Korkmaz; род. 24 июля 1997, Стамбул, Турция) — турецкий профессиональный баскетболист, играющий на позиции атакующего защитника.

## Карьера

### Анадолу Эфес (2013—2017)
В 15 лет Коркмаз начал играть за молодёжную команду «Анадолу Эфес». В сезоне 2013/2014 выступал за фарм-клуб «Пертевниял» во второй профессиональной лиге Турции.
С 2014 года Коркмаз выступает за основной состав «Анадолу Эфес». В 2015 году он помог клубу выиграть Кубок и Суперкубок Турции.
Коркмаз выставил свою кандидатуру на Драфт НБА 2016 года, который состоялся 23 июня 2016 года. Фуркан был выбран в первом раунде под 26-м номером клубом «Филадельфия Севенти Сиксерс». После выбора на драфте НБА Коркмаз остался в «Анадолу Эфес» как минимум один сезон.

### Банвит (2016—2017)
В декабре 2016 года Коркмаз перешёл в «Банвит» на правах аренды до конца сезона 2016/2017. В составе команды Фуркан стал финалистом Лиги чемпионов ФИБА и был признан «Лучшим молодым игроком» турнира.

### Филадельфия Севенти Сиксерс (2017—2024)
4 июля 2017 года Коркмаз подписал контракт с командой «Филадельфия Севенти Сиксерс». В течение своего первого сезона в лиге Коркмаз неоднократно отправлялся в фарм-клуб «Делавэр Эйти Севенерс» из Джи-Лиги НБА.
В первой игре за«Филадельфию» в Летней лиге НБА 2018 года Коркмаз набрал 40 очков (включая 8 трехочковых попаданий) за 28 минут против «Бостон Селтикс». Это стало пятым по результативности показателем в истории Летней лиги.
После того как Коркмаз не получал много игрового времени, в ноябре 2018 года он потребовал обмена из «Севенти Сиксерс». Однако в итоге Коркмаз остался в команде.
10 декабря Коркмаз набрал 18 очков, выйдя со скамейки запасных в победе над «Детройт Пистонс».
12 декабря Коркмаз впервые вышел в старте в матче НБА вместо травмированного Джимми Батлера.
25 июля 2019 года Коркмаз переподписал контракт с «Севенти Сиксерс» на два года. На протяжении сезона он то и дело выходил в стартовом составе, играя как атакующего защитника, так и легкого форварда. 2 ноября Коркмаз сделал решающий бросок в матче с «Портленд Трэйл Блэйзерс». 7 февраля 2020 года Коркмаз набрал максимальные за карьеру 34 очка в игре против «Мемфис Гриззлис». Через одну игру Коркмаз снова вышел в старте, набрав 31 очко против «Чикаго Буллз». Коркмаз начал в старте 12 игр и в среднем проводил 21,7 минуты за игру, установил рекордные в карьере средние показатели по очкам и подборам за игру - 9,8 и 2,3 соответственно, а точность попадания трехочковых бросков достигла рекордных в карьере 40,2%.
В сезоне 2020 года Коркмаз 11 раз выходил в старте в сокращенном сезоне, набирая 9,1 очка за игру, 2,1 подбора за игру и попадая 37,5% трехочковых бросков. У него были карьерные максимумы по передачам и перехватам за игру - 1,5 и 0,9 соответственно. В плей-офф Коркмаз провел четыре стартовых матча в полуфинале конференции против «Атланты Хокс», когда Дэнни Грин получил травму.
9 августа 2021 года Коркмаз подписал с «Севенти Сиксерс» трехлетний контракт.
В феврале 2023 года Коркмаз во второй раз за время своего пребывания в команде попросил клуб об обмене.

### Монако (2024)
7 августа 2024 года баскетбольный клуб «Монако» объявил о подписании контракта с игроком по схеме 1+1.
26 декабря 2024 года «Монако» вывел Фуркана Коркмаза из состава команды в заявке на Евролигу.

### Бахчешехир Колежи (2024—настоящее время)
30 декабря 2024 года Коркмаз подписал контракт с турецким клубом «Бахчешехир» до конца сезона.

## Сборная Турции
Коркмаз играл за юниорскую сборную Турции, которая выиграла чемпионат Европы 2014 года и стала серебряным призёром чемпионата Европы 2015 года. Также в составе сборной до 19 лет он стал бронзовым призёром чемпионата мира 2015 года.
В июне 2015 года Коркмаз попал в список 20 баскетболистов, которые претендуют на попадание в состав сборной Турции на чемпионат Европы-2015. В сентябре Фуркан был включён в окончательную заявку.
Он также выступал на чемпионате Европы 2017 года среди игроков до 20 лет, где в среднем набирал 30,8 очка, 10,6 подбора, 10,8 передачи, 8,6 перехвата и 2,2 блока за 30,3 минуты за игру. На турнире 2017 года среди игроков до 20 лет он также реализовал 35,6% бросков с игры, 27,6% трехочковых и 66,7% штрафных бросков.

### Старшая сборная
Коркмаз играл в составе старшей мужской сборной Турции на Евробаскете 2015 и на отборочном турнире к Олимпийским играм 2016 года в Маниле, а также на Евробаскете 2017.

## Достижения

### Клубные
- Серебряный призёр Лиги чемпионов ФИБА: 2016/2017
- Обладатель Кубка Турции (2): 2014/2015, 2016/2017
- Обладатель Суперкубка Турции: 2015

### Сборная Турции
- Бронзовый призёр чемпионата мира (до 19 лет): 2015
- Победитель чемпионата Европы (до 18 лет): 2014
- Серебряный призёр чемпионата Европы (до 18 лет): 2015

## Статистика

### Статистика в НБА
| Сезон                                                                                    | Команда     | Регулярный сезон | Регулярный сезон | Регулярный сезон | Регулярный сезон | Регулярный сезон | Регулярный сезон | Регулярный сезон | Регулярный сезон | Регулярный сезон | Регулярный сезон | Регулярный сезон | Серия плей-офф | Серия плей-офф | Серия плей-офф | Серия плей-офф | Серия плей-офф | Серия плей-офф | Серия плей-офф | Серия плей-офф | Серия плей-офф | Серия плей-офф | Серия плей-офф |
| Сезон                                                                                    | Команда     | GP               | GS               | MPG              | FG%              | 3P%              | FT%              | RPG              | APG              | SPG              | BPG              | PPG              | GP             | GS             | MPG            | FG%            | 3P%            | FT%            | RPG            | APG            | SPG            | BPG            | PPG            |
| ---------------------------------------------------------------------------------------- | ----------- | ---------------- | ---------------- | ---------------- | ---------------- | ---------------- | ---------------- | ---------------- | ---------------- | ---------------- | ---------------- | ---------------- | -------------- | -------------- | -------------- | -------------- | -------------- | -------------- | -------------- | -------------- | -------------- | -------------- | -------------- |
| 2017/18                                                                                  | Филадельфия | 14               | 0                | 5,7              | 28,6             | 29,4             | 50,0             | 0,8              | 0,3              | 0,1              | 0,1              | 1,6              | 1              | 0              | 1,6            | 100,0          | 100,0          | -              | 0,0            | 0,0            | 0,0            | 0,0            | 3,0            |
| 2018/19                                                                                  | Филадельфия | 48               | 7                | 14,2             | 40,0             | 32,6             | 81,8             | 2,2              | 1,1              | 0,6              | 0,0              | 5,8              | 4              | 0              | 8,9            | 33,3           | 37,5           | 80,0           | 1,5            | 1,3            | 0,0            | 0,3            | 4,8            |
| 2019/20                                                                                  | Филадельфия | 72               | 12               | 21,7             | 43,0             | 40,2             | 75,5             | 2,3              | 1,1              | 0,6              | 0,2              | 9,8              | 4              | 0              | 10,1           | 0,0            | 0,0            | 60,0           | 1,5            | 0,5            | 0,3            | 0,0            | 0,8            |
| 2020/21                                                                                  | Филадельфия | 55               | 11               | 19,3             | 40,1             | 37,5             | 73,2             | 2,1              | 1,5              | 0,9              | 0,2              | 9,1              | 12             | 4              | 16,2           | 41,1           | 31,8           | 71,4           | 2,0            | 0,6            | 0,6            | 0,3            | 7,0            |
| 2021/22                                                                                  | Филадельфия | 67               | 19               | 21,1             | 38,7             | 28,9             | 81,0             | 2,6              | 1,9              | 0,5              | 0,1              | 7,6              | 9              | 0              | 6,8            | 47,8           | 40,0           | 100,0          | 1,3            | 0,4            | 0,1            | 0,1            | 3,1            |
| 2022/23                                                                                  | Филадельфия | 37               | 0                | 9,6              | 43,2             | 39,1             | 72,2             | 1,1              | 0,6              | 0,3              | 0,1              | 3,8              | 3              | 0              | 3,8            | 0,0            | 0,0            | 100,0          | 0,3            | 0,3            | 0,0            | 0,0            | 0,7            |
| 2023/24                                                                                  | Филадельфия | 35               | 0                | 8,6              | 39,5             | 35,0             | 70,0             | 0,9              | 0,7              | 0,4              | 0,1              | 2,5              | Не участвовал  | Не участвовал  | Не участвовал  | Не участвовал  | Не участвовал  | Не участвовал  | Не участвовал  | Не участвовал  | Не участвовал  | Не участвовал  | Не участвовал  |
|                                                                                          | Всего       | 328              | 49               | 16,6             | 40,6             | 35,6             | 76,1             | 2,0              | 1,2              | 0,5              | 0,1              | 6,8              | 33             | 4              | 10,4           | 38,7           | 31,4           | 75,0           | 1,5            | 0,6            | 0,3            | 0,2            | 4,2            |
| Наведите курсор мыши на аббревиатуры в заголовке таблицы, чтобы прочесть их расшифровку. |             |                  |                  |                  |                  |                  |                  |                  |                  |                  |                  |                  |                |                |                |                |                |                |                |                |                |                |                |

### Статистика в Джи-Лиге
| Сезон                                                                                    | Команда               | Регулярный сезон | Регулярный сезон | Регулярный сезон | Регулярный сезон | Регулярный сезон | Регулярный сезон | Регулярный сезон | Регулярный сезон | Регулярный сезон | Регулярный сезон | Регулярный сезон | Серия плей-офф | Серия плей-офф | Серия плей-офф | Серия плей-офф | Серия плей-офф | Серия плей-офф | Серия плей-офф | Серия плей-офф | Серия плей-офф | Серия плей-офф | Серия плей-офф |
| Сезон                                                                                    | Команда               | GP               | GS               | MPG              | FG%              | 3P%              | FT%              | RPG              | APG              | SPG              | BPG              | PPG              | GP             | GS             | MPG            | FG%            | 3P%            | FT%            | RPG            | APG            | SPG            | BPG            | PPG            |
| ---------------------------------------------------------------------------------------- | --------------------- | ---------------- | ---------------- | ---------------- | ---------------- | ---------------- | ---------------- | ---------------- | ---------------- | ---------------- | ---------------- | ---------------- | -------------- | -------------- | -------------- | -------------- | -------------- | -------------- | -------------- | -------------- | -------------- | -------------- | -------------- |
| 2017/18                                                                                  | Делавэр Эйти Севенерс | 9                | 9                | 31,9             | 35,0             | 19,4             | 79,4             | 5,1              | 3,2              | 1,3              | 0,6              | 15,4             | Не участвовал  | Не участвовал  | Не участвовал  | Не участвовал  | Не участвовал  | Не участвовал  | Не участвовал  | Не участвовал  | Не участвовал  | Не участвовал  | Не участвовал  |
|                                                                                          | Всего                 | 9                | 9                | 31,9             | 35,0             | 19,4             | 79,4             | 5,1              | 3,2              | 1,3              | 0,6              | 15,4             | Не участвовал  | Не участвовал  | Не участвовал  | Не участвовал  | Не участвовал  | Не участвовал  | Не участвовал  | Не участвовал  | Не участвовал  | Не участвовал  | Не участвовал  |
| Наведите курсор мыши на аббревиатуры в заголовке таблицы, чтобы прочесть их расшифровку. |                       |                  |                  |                  |                  |                  |                  |                  |                  |                  |                  |                  |                |                |                |                |                |                |                |                |                |                |                |

### Статистика в других лигах
| Сезон | Команда             | Лига                 | GP  | GS | MPG  | FG%  | 3P%  | FT%  | RPG | APG | SPG | BPG | PFL | TOV | PPG  |
| --- | ------------------- | -------------------- | --- | -- | ---- | ---- | ---- | ---- | --- | --- | --- | --- | --- | --- | ---- |
| 2013/14 | Пертевниял          | Турецкая Первая лига | 23  | 3  | 11,6 | 36,3 | 28,8 | 69,7 | 1,4 | 0,5 | 0,5 | 0,0 | 0,8 | 0,5 | 4,2  |
| 2014/15 | Все клубы           | Все лиги             | 45  | 5  | 12,1 | 44,0 | 42,3 | 77,6 | 1,4 | 1,0 | 0,5 | 0,0 | 1,0 | 0,6 | 4,2  |
| 2014/15 | Анадолу Эфес        | Чемпионат Турции     | 26  | 4  | 13,1 | 45,9 | 42,9 | 76,7 | 1,3 | 1,0 | 0,5 | 0,1 | 0,8 | 0,7 | 4,7  |
| 2014/15 | Анадолу Эфес        | Евролига             | 19  | 1  | 10,7 | 40,8 | 41,4 | 78,9 | 1,4 | 0,8 | 0,6 | 0,0 | 1,3 | 0,4 | 3,5  |
| 2015/16 | Все клубы           | Все лиги             | 56  | 10 | 11,6 | 45,7 | 39,8 | 61,5 | 1,2 | 0,6 | 0,2 | 0,1 | 1,4 | 0,4 | 4,3  |
| 2015/16 | Анадолу Эфес        | Чемпионат Турции     | 37  | 5  | 13,0 | 47,7 | 39,0 | 63,2 | 1,4 | 0,7 | 0,3 | 0,1 | 1,5 | 0,5 | 5,1  |
| 2015/16 | Анадолу Эфес        | Евролига             | 19  | 5  | 8,8  | 39,1 | 42,3 | 57,1 | 0,9 | 0,5 | 0,1 | 0,2 | 1,4 | 0,4 | 2,7  |
| 2016/17 | Все клубы           | Все лиги             | 41  | 19 | 20,2 | 46,6 | 43,7 | 72,9 | 3,2 | 1,8 | 0,9 | 0,1 | 1,5 | 1,1 | 9,3  |
| 2016/17 | Анадолу Эфес        | Чемпионат Турции     | 10  | 3  | 12,7 | 48,1 | 50,0 | 66,7 | 1,3 | 0,9 | 0,6 | 0,2 | 1,7 | 0,6 | 6,6  |
| 2016/17 | Анадолу Эфес        | Евролига             | 2   | 0  | 7,0  | 20,0 | 0,0  | -    | 0,5 | 0,5 | 1,5 | 0,0 | 0,5 | 0,0 | 1,0  |
| 2016/17 | Банвит              | Чемпионат Турции     | 21  | 14 | 23,4 | 48,8 | 39,8 | 71,1 | 3,8 | 2,2 | 1,0 | 0,1 | 1,6 | 1,5 | 10,8 |
| 2016/17 | Банвит              | Лига чемпионов ФИБА  | 8   | 2  | 24,6 | 42,1 | 50,0 | 85,7 | 4,8 | 2,1 | 1,0 | 0,0 | 1,3 | 1,1 | 10,9 |
| Всего | Всего               | Всего                | 165 | 37 | 13,9 | 44,7 | 40,3 | 71,8 | 1,8 | 1,0 | 0,5 | 0,1 | 1,2 | 0,7 | 5,5  |
| В Евролиге | В Евролиге          | В Евролиге           | 40  | 6  | 9,6  | 39,0 | 41,1 | 73,1 | 1,1 | 0,7 | 0,4 | 0,1 | 1,3 | 0,4 | 3,0  |
| В чемпионате Турции | В чемпионате Турции | В чемпионате Турции  | 94  | 26 | 15,3 | 47,8 | 41,2 | 71,1 | 1,9 | 1,2 | 0,5 | 0,1 | 1,3 | 0,8 | 6,4  |
| Наведите курсор мыши на аббревиатуры в заголовке таблицы, чтобы прочесть их расшифровку Статистика приведена с сайта basketball.realgm.com |                     |                      |     |    |      |      |      |      |     |     |     |     |     |     |      |